# Selección de hockey sobre hielo de Alemania
La Selección de hockey sobre hielo de Alemania es el equipo masculino de Hockey sobre hielo representativo de Alemania. Es representada por la Deutscher Eishockey Bund. Tras la Segunda Guerra Mundial, debido a la división de Alemania, de 1945 a 1990, participaron las selecciones de Alemania Occidental y Alemania Oriental, considerando a la selección alemana como la sucesora de la Alemania Occidental.
Alemania no es considerada como una de los "grandes" selecciones del hockey sobre hielo, pero ha tenido un gran crecimiento tanto deportiva como popularmente en los últimos años, actualmente está ubicado en el undécimo puesto del Ranking IIHF, y está ubicado en la Championship Division, la primera división del Campeonato Mundial de Hockey sobre Hielo.

## Participación internacional

### Juegos Olímpicos
| Año                         | Resultado                                    | Resultado                                    | Resultado                                    | Resultado                                    |
| --------------------------- | -------------------------------------------- | -------------------------------------------- | -------------------------------------------- | -------------------------------------------- |
| Amberes 1920                | No participó                                 | No participó                                 | No participó                                 | No participó                                 |
| Chamonix 1924               | No participó                                 | No participó                                 | No participó                                 | No participó                                 |
| Sankt Moritz 1928           | 9° lugar                                     | 9° lugar                                     | 9° lugar                                     | 9° lugar                                     |
| Lake Placid 1932            | Tercer lugar                                 | Tercer lugar                                 | Tercer lugar                                 | Tercer lugar                                 |
| Garmisch-Partenkirchen 1936 | 5° lugar                                     | 5° lugar                                     | 5° lugar                                     | 5° lugar                                     |
| Sankt Moritz 1948           | Excluida por la Segunda Guerra Mundial       | Excluida por la Segunda Guerra Mundial       | Excluida por la Segunda Guerra Mundial       | Excluida por la Segunda Guerra Mundial       |
| Oslo 1952                   | 8° lugar                                     | 8° lugar                                     | 8° lugar                                     | 8° lugar                                     |
| Cortina d'Ampezzo 1956      | 6° lugar (Como Equipo Unificado de Alemania) | 6° lugar (Como Equipo Unificado de Alemania) | 6° lugar (Como Equipo Unificado de Alemania) | 6° lugar (Como Equipo Unificado de Alemania) |
| Squaw Valley 1960           | 6° lugar (Como Equipo Unificado de Alemania) | 6° lugar (Como Equipo Unificado de Alemania) | 6° lugar (Como Equipo Unificado de Alemania) | 6° lugar (Como Equipo Unificado de Alemania) |
| Innsbruck 1964              | 7° lugar (Como Equipo Unificado de Alemania) | 7° lugar (Como Equipo Unificado de Alemania) | 7° lugar (Como Equipo Unificado de Alemania) | 7° lugar (Como Equipo Unificado de Alemania) |
| Grenoble 1968               | 7° lugar                                     | 7° lugar                                     | 7° lugar                                     | 7° lugar                                     |
| Sapporo 1972                | 7° lugar                                     | 7° lugar                                     | 7° lugar                                     | 7° lugar                                     |
| Innsbruck 1976              | Tercer lugar                                 | Tercer lugar                                 | Tercer lugar                                 | Tercer lugar                                 |
| Lake Placid 1980            | 10° lugar                                    | 10° lugar                                    | 10° lugar                                    | 10° lugar                                    |
| Sarajevo 1984               | 5° lugar                                     | 5° lugar                                     | 5° lugar                                     | 5° lugar                                     |
| Calgary 1988                | 5° lugar                                     | 5° lugar                                     | 5° lugar                                     | 5° lugar                                     |
| Albertville 1992            | 6° lugar                                     | 6° lugar                                     | 6° lugar                                     | 6° lugar                                     |
| Lillehammer 1994            | 7° lugar                                     | 7° lugar                                     | 7° lugar                                     | 7° lugar                                     |
| Nagano 1998                 | 9° lugar                                     | 9° lugar                                     | 9° lugar                                     | 9° lugar                                     |
| Salt Lake City 2002         | 8° lugar                                     | 8° lugar                                     | 8° lugar                                     | 8° lugar                                     |
| Turín 2006                  | 10° lugar                                    | 10° lugar                                    | 10° lugar                                    | 10° lugar                                    |
| Vancouver 2010              | 11° lugar                                    | 11° lugar                                    | 11° lugar                                    | 11° lugar                                    |
| Sochi 2014                  | No clasificó                                 | No clasificó                                 | No clasificó                                 | No clasificó                                 |
| Pyeongchang 2018            | Subcampeón                                   | Subcampeón                                   | Subcampeón                                   | Subcampeón                                   |
| Pekín 2022                  | 9° lugar                                     | 9° lugar                                     | 9° lugar                                     | 9° lugar                                     |
| Totales                     |                                              |                                              |                                              |                                              |
| Participaciones             | Oro                                          | Plata                                        | Bronce                                       | Total                                        |
| 19                          | 0                                            | 1                                            | 2                                            | 3                                            |